# Yassine Gharbi
Yassine Gharbi, né le 23 mars 1990 à Radès, est un athlète handisport tunisien, actif principalement dans la catégorie T54.

## Palmarès
Il remporte une médaille d'argent au 400 m T54 lors des Jeux de la Francophonie de 2013 à Nice.
Lors des Jeux paralympiques d'été de 2016 à Rio de Janeiro, il remporte une médaille de bronze au 400 m T54,.
À l'occasion des championnats du monde 2017 à Londres, il remporte une médaille d'argent au 1 500 m T54 et une médaille d'or au 200 m T54.